# Newton (Alabama)
Newton é uma cidade  localizada no estado americano do Alabama, no Condado de Dale.

## Demografia
Segundo o censo americano de 2000, a sua população era de 1708 habitantes.
Em 2006, foi estimada uma população de 1668, um decréscimo de 40 (-2.3%).

## Geografia
De acordo com o United States Census Bureau, a localidade tem uma área de 37,1 km², dos quais 37,0 km² cobertos por terra e 0,1 km² cobertos por água.

## Localidades na vizinhança
O diagrama seguinte representa as localidades num raio de 16 km ao redor de Newton.